# Xấp xỉ Stirling

So sánh xấp xỉ của Stirling với giai thừa

Trong toán học, xấp xỉ Stirling (hay công thức Stirling) là phép tính gần đúng cho giai thừa. Đó là một xấp xỉ tốt, dẫn đến kết quả chính xác ngay cả đối với các giá trị nhỏ của n. Nó được đặt theo tên của James Stirling, mặc dù lần đầu tiên nó được tuyên bố bởi Abraham de Moivre.
Phiên bản của công thức thường được sử dụng trong các ứng dụng là
{\displaystyle \ln n!=n\ln n-n+O(\ln n)}
(theo ký hiệu O lớn, như {\displaystyle n\to \infty }), hoặc, bằng cách thay đổi cơ sở của logarit (ví dụ trong trường hợp xấu nhất bị ràng buộc thấp hơn để sắp xếp so sánh),
{\displaystyle \log _{2}n!=n\log _{2}n-n\log _{2}e+O(\log _{2}n).}
Chỉ định hằng số trong O(ln n) thời hạn lỗi cho 1/2ln(2πn), mang lại công thức chính xác hơn sau đây:
{\displaystyle n!\sim {\sqrt {2\pi n}}\left({\frac {n}{e}}\right)^{n},}
nơi dấu ~ có nghĩa là hai đại lượng là tiệm cận : tỷ lệ của chúng có xu hướng tiến tới 1 khi n có xu hướng đến vô cùng.
Người ta cũng có thể đưa ra các giới hạn đơn giản hợp lệ cho tất cả các số nguyên dương n, thay vì chỉ cho n đủ lớn:
{\displaystyle {\sqrt {2\pi }}\ n^{n+{\frac {1}{2}}}e^{-n}\leq n!\leq e\ n^{n+{\frac {1}{2}}}e^{-n}}